# Municipio de Sand Creek (condado de Bartholomew)
El municipio de Sand Creek (en inglés: Sand Creek Township) es un municipio ubicado en el condado de Bartholomew en el estado estadounidense de Indiana. En el año 2010 tenía una población de 2390 habitantes y una densidad poblacional de 34,84 personas por km².

## Geografía
El municipio de Sand Creek se encuentra ubicado en las coordenadas 39°7′19″N 85°50′28″O / 39.12194, -85.84111. Según la Oficina del Censo de los Estados Unidos, el municipio tiene una superficie total de 68.6 km², de la cual 67,89 km² corresponden a tierra firme y (1,04 %) 0,71 km² es agua.

## Demografía
Según el censo de 2010, había 2390 personas residiendo en el municipio de Sand Creek. La densidad de población era de 34,84 hab./km². De los 2390 habitantes, el municipio de Sand Creek estaba compuesto por el 93,01 % blancos, el 1,05 % eran afroamericanos, el 0,38 % eran amerindios, el 0,04 % eran asiáticos, el 4,6 % eran de otras razas y el 0,92 % eran de una mezcla de razas. Del total de la población el 6,07 % eran hispanos o latinos de cualquier raza.